# Hl. Thadeusz (Lučaj)

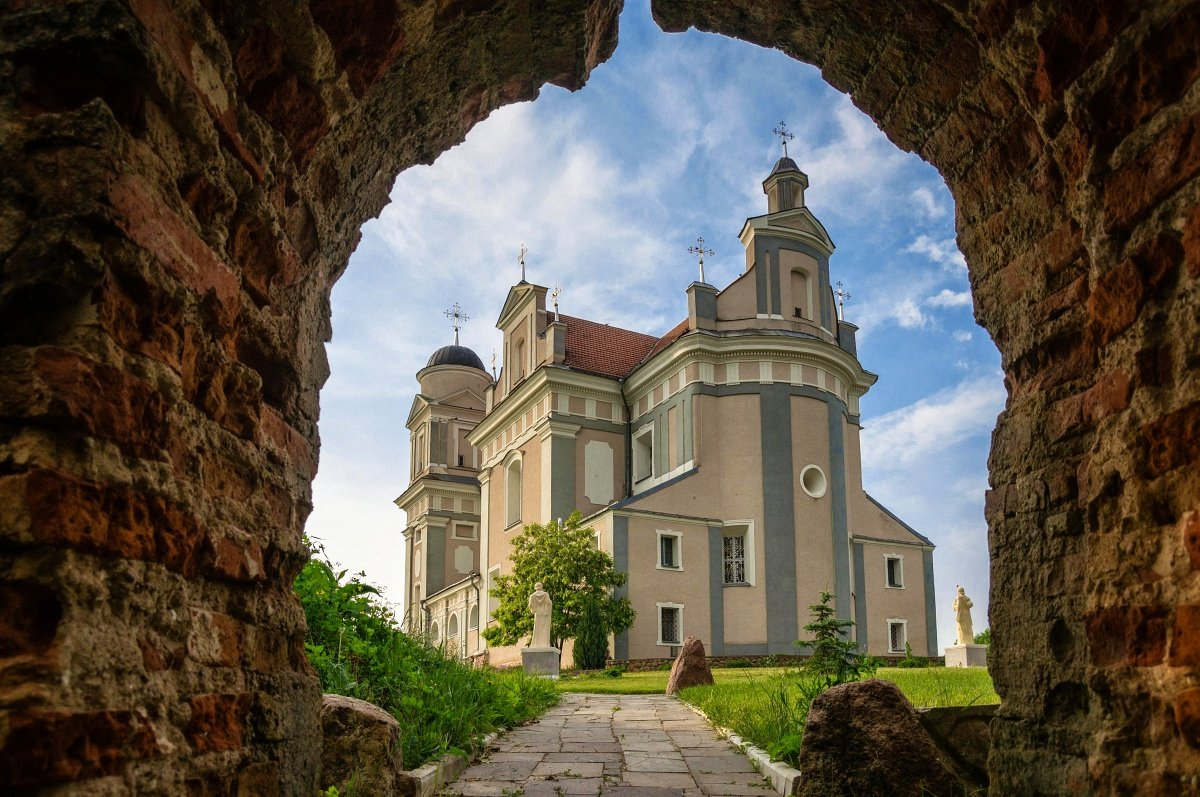
Katholische Kirche hl. Thadeusz in Lučaj

Die Katholische Kirche hl. Thadeusz (belarussisch Касцёл Святога Тадэвуша) ist eine römisch-katholische Kirche in Lučaj in der Wizebskaja Woblasz in Belarus. Sie steht unter Denkmalschutz und liegt im Bistum Wizebsk.

## Geschichte
Die Kirche wurde in den Jahren 1766 bis 1776 in den Stilen des Barocks und Klassizismus errichtet. Die Kirche wurde von Elzbieta Puzynina gestiftet und als Jesuitenkirche erbaut. In der ersten Hälfte des 19. Jahrhunderts wurde die Kirche teilweise umgebaut.

## Architektur
Die Kirche ist eine dreischiffige Basilika mit Querschiff und zwei Türmen. Die beiden Kirchtürme schließen nach oben hin in halbkreisrunden Kuppeln.  Die rechteckigen Fenster sind teilweise zugemauert. Im Inneren sind teilweise Fresken erhalten, genauso wie Skulpturen der Evangeliste,  sowie Engels- und Heiligendarstellungen. Über dem Eingang befindet sich ein Panneau mit der Abbildung zweier Krieger mit Schilden kriegerischer Attribute.

## Sonstiges
An der Kirche steht das weltweit erste Denkmal, das Benedikt XVI. gewidmet ist. Es wurde bereits zu seiner Amtszeit im Jahr 2008 aufgestellt.